# Senjutsu
Senjutsu (jap. 戦術, w swobodnym tłumaczeniu jako „taktyki i strategie”, słownikowo: „taktyka”, „sztuka prowadzenia działań wojennych”) – siedemnasty album studyjny brytyjskiej grupy muzycznej Iron Maiden. Płyta ukazała się 3 września 2021 roku w siedmiu formatach wydawniczych.
Senjutsu to także pierwszy od sześciu lat album studyjny grupy opublikowany po The Book of Souls z 2015 roku, tj. po najdłuższej przerwie pomiędzy albumami w historii zespołu. To drugi podwójny album studyjny w dyskografii Iron Maiden, jak również pierwszy od czasów albumu Powerslave, na którym nie znalazła się żadna kompozycja napisana przez Dave’a Murraya i pierwszy od lat, na potrzeby którego najwięcej utworów napisał basista i lider grupy Steve Harris. Album został zarejestrowany wiosną 2019 roku w paryskich Guillaume Tell Studios. Był trzecim wydawnictwem grupy nagranym w tym miejscu.
Tytuł albumu w języku japońskim (戦術) został umieszczony po prawej stronie okładki, a po lewej to samo słowo zapisane w transkrypcji („senjutsu”) czcionką stylizowaną na znaki japońskie (kanji). Autorem ilustracji okładkowej, jak i pozostałych grafik był ponownie Mark Wilkinson. Album zdobył uznanie świata krytyki oraz odniósł sukces komercyjny. Był jednym z najlepiej notowanych albumów na listach bestsellerów w historii grupy.

## Wyróżnienia
Animowane wideo do „The Writing on the Wall” zostało nominowane do „2021 UK Music Video Awards” w kategorii „Best Animation in a Video”. Utwór ten znalazł się w zestawieniu „The 35 Best Metal Songs of 2021” sporządzonym przez amerykański portal Loudwire, zajmując pozycję 14. „The Writing on the Wall” osiągnęła 13 miejsce w zestawieniu „Top 40 Rock Songs of 2021” opublikowanym przez Ultimate Classic Rock. Consequence of Sound umieścili niniejszy utwór w zestawieniu „Top Hard Rock and Metal Songs of 2021” gdzie osiągnął drugą pozycję. „The Writing on the Wall” znalazła się w zestawieniu Top 20 Hits of 2021 włoskiego Radio Freccia osiągając drugą pozycję. Włoski portal Inside Music umieścił singel pilotujący album Senjutsu na miejscu drugim pośród pięciu najważniejszych utworów roku 2021. „The Writing on the Wall” znalazł się na miejscu drugim pośród „Przebojów Roku” w podsumowaniu „Teraz Najlepsi 2021” magazynu Teraz Rock. Redakcja greckiej edycji magazynu Metal Hammer uznała kompozycję pilotującą album za najlepszą w 2021 roku. Utwór zajął również czołową pozycję w podsumowaniu redakcji fińskiego Tuonela Magazine.
Kompozycja „Darkest Hour” znalazła się w zestawieniu „Best 50 Rock and Metal Songs of 2021” opublikowanym przez Audio Ink Radio. „Stratego”, drugi singel promujący album, znalazł się na liście „Top 10 Best Guitar Riffs of 2021” opublikowanej przez magazyn Guitar World. Epicki utwór „Hell on Earth” zajął czwartą pozycję w głosowaniu „Ultimate Guitar Awards: Best Songs of 2021” przeprowadzonym przez opiniotwórczy portal „Ultimate Guitar”. Kompozycja zajęła również szóste miejsce w rankingu opublikowanym przez japoński portal Geki Rock. Utwór „The Parchment” osiągnął czwartą pozycję w zestawieniu „25 Najlepszych Utworów Rockowych 2021” opublikowanym na łamach szwedzkiego dziennika Aftonbladet.
Klipy promocyjne do utworów „Stratego” i „The Writing on the Wall” znalazły się w zestawieniu „Best Music Videos of 2021 (Rock and Alternative)” zaprezentowanym przez Promonews TV. Zespół oraz album Senjutsu odebrali nominację w kategoriach „Zespół Roku”, „Płyta Roku”, „Wokalista Roku” i „Video Roku” do prestiżowej, czeskiej nagrody Zebrik Music Awards. Ostatecznie Senjutsu otrzymał nagrodę w kategorii „Album Roku” zaś promujący go klip do singla „The Writing on the Wall” i Bruce Dickinson zajęli trzecią pozycję w adekwatnych kategoriach. Album Senjutsu został również nominowany w kategorii „Album Roku International” do hiszpańskiego odpowiednika Grammy, czyli Premios Odeón Award.
Siedemnasty album studyjny został uhonorowany nagrodą The Top.HR Music Awards, przyznawaną przez The Croatian Discography Association oraz chorwacki oddział RTL, w kategorii „Najlepiej Sprzedawany Album Zagraniczny”. The Top.HR Music Awards jest przyznawana od 2020 roku i stanowi lokalny odpowiednik Grammy. Iron Maiden oraz album Senjutsu okazali się zwycięzcami dorocznego plebiscytu czytelników niemieckiego magazynu Rock Hard. W Polsce album otrzymał prestiżową statuetkę przyznawaną przez rozgłośnię Antyradio w kategorii „Płyta Roku 2021 – Zagranica”. Iron Maiden otrzymali trzy nominacje do Planet Rock Awards 2022 (The Rocks) w kategoriach: „Najlepszy Singel” (dla „The Writing on the Wall”), „Najlepszy Album” (dla Senjutsu) oraz „Najlepszy Zespół Brytyjski”. Brytyjczycy zwyciężyli w ostatniej kategorii, Senjutsu zajął drugą pozycję pośród najlepszych albumów, singel trafił na miejsce trzecie, zaś Iron Maiden zostali uznani za "Największy Zespół Metalowy Wszech Czasów". W 2022 formacja okazała się najczęściej nagradzanym zespołem w historii The Rocks. 
W podsumowaniu japońskiego magazynu Burrn! album Senjutsu został uznany za drugi co do ważności album roku 2021, doceniono również zdobiącą go ilustrację (pozycja druga), singel „The Writing on the Wall” został umieszczony jako czwarty na liście najlepszych utworów 2021, Steve Harris jako basista i kompozytor – uznany za najlepszego muzyka w tych kategoriach, zaś Iron Maiden podtrzymali tytuł „Najlepszego Zespołu Zagranicznego”. Adrian Smith został uznany za czwartego gitarzystę świata. Album otrzymał nominację do Fonogram – Magyar Zenei Díjat, węgierskiego odpowiednika Grammy, w kategorii „Najlepszy Album Hard Rock/Metal”. Senjutsu okazał się laureatem nagrody Sklizen Award przyznawanej przez czeski magazyn Spark dla „Najlepszej Płyty Roku”. Muzycy otrzymali trzy nagrody Metal Storm Awards 2021, w kategoriach: "The Best Video Award" za singel "The Writing on the Wall", "Heavy / Melodic Metal Album Award" i "The Biggest Letdown Award" obie dla albumu Senjutsu.

### AlbumSenjutsu
| Publikacja              | Wyróżnienie                             | Lokata |
| ----------------------- | --------------------------------------- | ------ |
| Advertiser              | The Best Albums of 2021                 | 1      |
| Album of the Year       | Top 100 Heavy Metal Albums of 2021      | 1      |
| Album of the Year       | Top Metal Albums of 2021                | 1      |
| Classic Rock            | Album Roku 2021                         | 1      |
| Classic Rock Italia     | Album Roku 2021                         | 1      |
| Consequence Of Sound    | Top Metal & Hard Rock Albums            | 1      |
| Glide Magazine          | 20 Best Albums of 2021                  | 1      |
| Global Metal Apocalypse | Release of the Year (2021)              | 1      |
| Greekrebels             | Top 20 Albums of 2021                   | 1      |
| Highway81               | Top 10 Best Albums of 2021              | 1      |
| Loud ‘n’ Proud          | Top 10 Albums of 2021 (Readers Poll)    | 1      |
| Mania Magazine          | Top 5 Heavy Albums                      | 1      |
| Mariskal Rock           | The Best Albums of 2021                 | 1      |
| Mariskal Rock           | Rockferendum: Best Album                | 1      |
| Metal Hammer Greece     | Top 10 Best Albums of 2021              | 1      |
| Metal Invader           | The Best Metal Albums of 2021           | 1      |
| Metal Storm Award       | The Best Video Award 2021               | 1      |
| Metal Storm Award       | Heavy / Melodic Metal Album Award 2021  | 1      |
| Metal Storm Award       | The Biggest Letdown Award 2021          | 1      |
| Radio Futuro            | The Best Albums of 2021                 | 1      |
| Radio Lublin            | Top 10 Najlepszych Albumów 2021         | 1      |
| Roadie Crew             | Best Albums of 2021                     | 1      |
| Rock Bizz               | 12 Best Metal Albums of 2021            | 1      |
| Rock FM                 | Best Albums of 2021                     | 1      |
| Rockland FM             | Best Albums of 2021                     | 1      |
| Rock Hard Germany       | Album of the Year (2021)                | 1      |
| Rolling Stone USA       | Top 10 Best Metal Albums of 2021        | 1      |
| Rolling Stone France    | Top 10 Best Metal Albums of 2021        | 1      |
| Sklizen Awards          | Album of the Year                       | 1      |
| Spark Magazine          | Best Heavy Albums of 2021               | 1      |
| The Metal Voices        | Top 10 Metal Albums of 2021             | 1      |
| Teraz Rock              | Teraz Najlepsi 2021 – Płyta Roku        | 1      |
| Uni India               | Top 10 Metal Albums of 2021             | 1      |
| WCJU                    | Best Metal Album of 2021                | 1      |
| Wikimetal               | Top 50 Best Rock & Metal Albums of 2021 | 1      |
| Wikimetal               | Best Album of 2021: Poll                | 1      |
| World of Metal          | Top 20 Heavy Metal Albums of 2021       | 1      |
| Burrn!                  | Best Albums of 2021                     | 2      |
| Burrn!                  | Best Album Cover of the Year            | 2      |
| Business Today          | Top Albums of 2021                      | 2      |
| Metal Hammer De         | Top 10 Best Heavy Metal Albums of 2021  | 2      |
| Metal Hammer De         | Best Album of 2021 (Readers’ Poll)      | 2      |
| Mondo Sonoro            | Top 10 Best Metal Albums of 2021        | 2      |
| Monterrey Rock          | Top 10 Best Albums of 2021              | 2      |
| Notizie Musica          | Top 10 Best Albums of 2021              | 2      |
| Reporter                | Top 5 Best Metal Albums of 2021         | 2      |
| Ride The Sky            | Top 10 Rock/Hard Rock Albums of 2021    | 2      |
| That Hashtag Show       | Top 5 Metal Albums of 2021              | 2      |
| Ultimate Classic Rock   | Top 10 Hard Rock & Metal Albums of 2021 | 2      |
| Yahoo! Entertainment    | Albumy Roku 2021                        | 2      |
| Whiplash.net            | 10 Wydarzeń 2021                        | 2      |
| XS ROCK Radio           | Top 15 Best Albums of 2021              | 2      |
| Dennik N                | The Best Albums of 2021                 | 3      |
| Guitar World            | The Best Guitar Albums of 2021          | 3      |
| IWM Buzz                | The Comeback of 2021                    | 3      |
| Metal Archives          | Best Albums of 2021                     | 3      |
| MetalFan.nl             | Top 10 Best Metal Albums of 2021        | 3      |
| Metal Hammer            | Top 20 Best Albums of 2021              | 3      |
| Metalhead Community     | Top 10 Best Albums of 2021              | 3      |
| Norran                  | Top 10 Best Albums of 2021              | 3      |
| Rockabilia              | Best Albums of 2021                     | 3      |
| Rock Overdose           | Best Albums of 2021                     | 3      |
| Discogs                 | Top 50 Best Albums of 2021              | 4      |
| Louder Sound            | The 50 Best Metal Albums of 2021        | 4      |
| Metal Addicts           | Best Album of 2021: Poll                | 4      |
| Loudwire                | The 45 Best Rock + Metal Albums of 2021 | 5      |
| Nieuwsblad              | Top 5 Best Albums of 2021               | 5      |
| Ostsee Zeitung          | Top 10 Best Albums of 2021              | 5      |
| Rock Cult               | Best Albums of 2021                     | 5      |
| Rock Meeting            | Top Albums of 2021                      | 5      |
| Yardbarker              | Albumy Roku 2021                        | 5      |
| Zware Metalen           | Best Albums of 2021                     | 5      |
| Album of the Year       | Top Classic Rock Albums of 2021         | 6      |
| Heavy Musichq           | The Best Heavy Metal Albums of 2021     | 6      |
| Interia.pl              | Najlepsze Płyty 2021                    | 6      |
| Metal Injection         | Albums of the Year                      | 6      |
| Tuonela Magazine        | Top 10 Metal Albums of 2021             | 6      |
| Revolver                | Top 25 Albums of 2021                   | 7      |
| Stone Music             | Top 20 Rock Albums of 2021              | 7      |
| Ultimate Classic Rock   | Top 40 Best Albums of 2021              | 8      |
| Update Mexico           | Top 10 Best Albums of 2021              | 8      |
| Yorkshire Post          | Albumy Roku 2021                        | 8      |
| Decibel                 | Top 40 Albums of 2021                   | 9      |
| Kultura Onet            | Najlepsze Płyty 2021                    | 10     |
| Carretera y Manta       | Top 15 Best Albums of 2021              | 12     |
| Prog Magazine           | Top 20 Progressive Albums of 2021       | 13     |
| Kerrang!                | The 50 Best Albums of 2021              | 14     |
| Rocknytt                | The 50 Best Albums of 2021              | 15     |
| Soundi                  | Top Foreign Albums of 2021              | 18     |
| Rolling Stone USA       | 50 Best Albums of 2021                  | 44     |
| PopMatters              | The 75 Best Albums of 2021              | 70     |

## Wykonawcy
- Bruce Dickinson – wokale
- Dave Murray – gitary
- Janick Gers – gitary
- Adrian Smith – gitary
- Steve Harris – bass, klawisze
- Nicko McBrain – perkusja

## Lista utworów
Zestawienie utworów z albumu Senjutsu:
Dysk 1
1. „Senjutsu” (Smith/Harris) – 8:20
2. „Stratego” (Gers/Harris) – 4:59
3. „The Writing on the Wall” (Smith/Dickinson) – 6:12
4. „Lost in a Lost World” (Harris) – 9:31
5. „Days of Future Past” (Smith/Dickinson) – 4:03
6. „The Time Machine” (Gers/Harris) – 7:09

Dysk 2
1. „Darkest Hour” (Smith/Dickinson) – 7:20
2. „Death of the Celts” (Harris) – 10:20
3. „The Parchment” (Harris) – 12:39
4. „Hell on Earth” (Harris) – 11:19

## Listy sprzedaży
Opublikowany 3 września 2021 roku album Senjutsu spotkał się z pozytywnym odzewem ze strony większości fanów, jak i krytyków muzycznych, ostatecznie docierając na szczyty list bestsellerów 27 krajów, w tym w Belgii (Walonii oraz Flandrii), Chile, Brazylii, Boliwii, Kolumbii, Meksyku, Bułgarii, Rumunii, Grecji, Austrii, Szwajcarii, Niemczech, Węgrzech, Chorwacji, Malezji, Serbii, Indonezji, Rosji, Republice Południowej Afryki, Finlandii, Włoszech, Portugalii, Hiszpanii, Szwecji, Tajlandii, Indiach oraz Korei Południowej. W zestawieniu sprzedaży albumów fizycznych w UK i USA dwupłytowe wydawnictwo zajęło pierwszą pozycję, odnotowaną ponadto na European Album Chart Top 200. Album zajął pozycję drugą na ogólnoświatowej liście sprzedaży nośników audio. Senjutsu znalazł się również w Top 3 bestsellerów w USA (najwyżej w dotychczasowej historii grupy), Australii, Irlandii, Wielkiej Brytanii (w Walii oraz Szkocji pozycja pierwsza na listach), Singapurze, Izraelu, UEA, Japonii, Niderlandach, Francji, Czechach, Słowacji, Czarnogórze, Polsce, Estonii, Kostaryce, Salwadorze, Nepalu, Hondurasie, Urugwaju na Cyprze, Łotwie, Bośni i Hercegowinie, Luksemburgu, Tajwanie, Malcie i Ukrainie. W Ameryce Południowej oraz Afryce płyta trafiła do sprzedaży dopiero w tydzień po oficjalnym terminie. W tym samym czasie co album Iron Maiden na listach bestsellerów znalazły się najnowsze wydawnictwa najpopularniejszych przedstawicieli sceny pop oraz rap w rodzaju Drake, Kanye West, Imagine Dragons czy Billie Eilish. Sumarycznie siedemnasty album grupy dotarł do pierwszej trójki bestsellerów w 55 krajach świata oraz do Top 5 bestsellerów w 63 krajach. Senjutsu okazał się ogromnym sukcesem rynkowym, umacniając markę grupy na światowym rynku muzycznym.
| Lista                   | Kraj                         | ALL | FIZ | LP |
| ----------------------- | ---------------------------- | --- | --- | -- |
| CAPIF                   | Argentyna                    | 5   | 1   | 1  |
| Chile Album Charts      | Chile                        | 1   | 1   | 1  |
| ABPD                    | Brazylia                     | 1   | 1   | 1  |
| Bolivian Album Charts   | Boliwia                      | 1   | 1   | 1  |
| Colombia Album Charts   | Kolumbia                     | 1   | 1   | 1  |
| Urugwayan Album CUD     | Urugwaj                      | 2   | 1   | 2  |
| ARIA Charts             | Australia                    | 3   | 1   | 1  |
| Ö3 Austria Top 40       | Austria                      | 1   | 1   | 1  |
| Ultratop 50             | Belgia (Flandria)            | 1   | 1   | 1  |
| Ultratop 50             | Belgia (Walonia)             | 1   | 1   | 1  |
| Bulgarian Album Chart   | Bułgaria                     | 1   | 1   | 1  |
| Romanian Album Chart    | Rumunia                      | 1   | 1   | 1  |
| Russian Album Chart     | Rosja                        | 1   | 1   | 1  |
| Luxemburg Album Chart   | Luxemburg                    | 3   | 1   | 1  |
| IFPI                    | Chorwacja                    | 1   | 1   | 1  |
| Serbian Album Charts    | Serbia                       | 1   | 1   | 1  |
| IFPI                    | Czechy                       | 2   | 1   | 1  |
| Slovakia Album Charts   | Słowacja                     | 3   | 1   | 1  |
| Tracklisten             | Dania                        | 5   | 1   | 1  |
| Suomen virallinen lista | Finlandia                    | 1   | 1   | 1  |
| IFPI                    | Francja                      | 2   | 1   | 1  |
| IFPI                    | Grecja                       | 1   | 1   | 1  |
| PROMUSICAE              | Hiszpania                    | 1   | 1   | 1  |
| MegaCharts              | Holandia                     | 2   | 1   | 1  |
| Official Charts         | Irlandia                     | 3   | 1   | 1  |
| Musicaneto              | Izrael                       | 2   | 1   | 1  |
| India Music Charts      | Indie                        | 1   | 1   | 1  |
| Indonesian Music Charts | Indonezja                    | 1   | 1   | 1  |
| Oricon International    | Japonia                      | 2   | 2   | 2  |
| Malaysian Album Charts  | Malezja                      | 1   | 2   | 2  |
| S. Korean Album Charts  | Korea Południowa             | 1   | 3   | 2  |
| Taiwan Album Chart      | Tajwan                       | 5   | 3   | 2  |
| Thai Album Chart        | Tajlandia                    | 1   | 1   | 2  |
| Top 200                 | Kanada                       | 5   | 3   | 2  |
| AMPROFON                | Meksyk                       | 1   | 1   | 1  |
| RIANZ                   | Nowa Zelandia                | 9   | 5   | 3  |
| Media Control Charts    | Niemcy                       | 1   | 1   | 1  |
| VG-Lista                | Norwegia                     | 5   | 1   | 1  |
| Iceland Album Chart     | Islandia                     | 6   | 1   | 1  |
| OLiS                    | Polska                       | 2   | 1   | 1  |
| IFPI                    | Portugalia                   | 1   | 1   | 1  |
| Billboard 200           | Stany Zjednoczone            | 3   | 1   | 1  |
| Top Albums Sales        | Stany Zjednoczone            | 1   | 1   | –  |
| Rock Albums             | Stany Zjednoczone            | 1   | 1   | –  |
| Tastemaker Albums       | Stany Zjednoczone            | 2   | 1   | –  |
| Hard Rock Albums        | Stany Zjednoczone            | 1   | 1   | –  |
| Vinyl Albums            | Stany Zjednoczone            | –   | 1   | –  |
| Scottish Album Chart    | Szkocja                      | 1   | 1   | 1  |
| Sverigetopplistan       | Szwecja                      | 1   | 1   | 1  |
| Schweizer Hitparade     | Szwajcaria                   | 1   | 1   | 1  |
| FIMI                    | Włochy                       | 1   | 1   | 1  |
| Mahasz                  | Węgry                        | 1   | 1   | 1  |
| UEA Album Charts        | Republika Południowej Afryki | 1   | 1   | 3  |
| UK Albums Chart         | Wielka Brytania              | 2   | 1   | 1  |
| UK Rock Albums Chart    | Wielka Brytania              | 1   | 1   | 1  |
| Welsh Albums Chart      | Walia                        | 1   | 1   | 1  |
| European Top 200        | Europa                       | 1   | 1   | 1  |
| World Album Chart       | Świat                        | 2   | 2   | 2  |

## Certyfikaty Sprzedaży
- Węgry: złota płyta[174][175]
- Włochy: złota płyta[176]
- Chorwacja: potrójna złota płyta[177][174]
- Polska: złota płyta[178]
- Grecja: złota płyta[174]
- Hiszpania: złota płyta[179]
- Niemcy złota płyta[180]
- Austria: złota płyta[174]
- Chile: złota płyta[174]
- Czechy: złota płyta[174]
- Brazylia: złota płyta[174]
- Francja: złota płyta[174]
- Szwecja: złota płyta[181]
- UK: złota płyta[182]